# Tomáš Macháč
Tomáš Macháč (* 13. Oktober 2000 in Beroun) ist ein tschechischer Tennisspieler.

## Karriere
Tomáš Macháč spielt seit dem 5. Lebensjahr Tennis, sein bevorzugter Untergrund ist der Hartplatz. Auf der Juniorentour nahm er an allen vier Grand-Slam-Turnieren teil, konnte aber nur bei den US Open in die zweite Runde vorstoßen. Im Januar 2018 erreichte er mit dem 16. Rang seinen Karrierebestwert.
Auf der Profitour spielt er seit 2018 regelmäßig Turniere der Future sowie der Challenger Tour. Bereits in seiner ersten Saison gewann er drei Einzeltitel auf der Future Tour. Gleich bei seinem Debüt auf der höher dotierten Challenger Tour in Ostrava schlug er zwei Top-200-Spieler und zog ins Viertelfinale ein. Durch das Erreichen der Vorschlussrunde in Liberec und Nur-Sultan sowie einen weiteren Future-Titel kletterte er stetig in der Weltrangliste und schloss das Jahr auf Platz 357 ab. Im Februar 2020 gewann er als erster Teenager im Jahr 2020 in Koblenz sein erstes Challenger-Turnier. Erst im Finale gegen Botic van de Zandschulp gab er einen Satz ab. Durch diesen Erfolg erreichte er mit Platz 251 ein bis dato neues Karrierehoch. Mit dem Viertelfinale in Alicante im Oktober 2020 erreichte er Rang 213 und nach dem Viertelfinale in Ortisei im November 2020 Rang 193, nach dem Sieg in Nur-Sultan im März 2021 schließlich Platz 137.

## Erfolge
| Legende (Anzahl der Siege) |
| Grand Slam                 |
| ATP Tour Finals            |
| Olympische Spiele (1)      |
| ATP Tour Masters 1000      |
| ATP Tour 500               |
| ATP Tour 250 (1)           |
| ATP Challenger Tour (6)    |

| ATP-Titel nach Belag |
| Hartplatz (1)        |
| Sand (1)             |
| Rasen (0)            |

### Einzel

#### Turniersiege

##### ATP Tour
| Nr. | Datum        | Turnier  | Belag     | Finalgegner                 | Ergebnis |
| --- | ------------ | -------- | --------- | --------------------------- | -------- |
| 1.  | 1. März 2025 | Acapulco | Hartplatz | Alejandro Davidovich Fokina | 7:66,6:2 |

##### ATP Challenger Tour
| Nr. | Datum            | Turnier              | Belag         | Finalgegner             | Ergebnis      |
| --- | ---------------- | -------------------- | ------------- | ----------------------- | ------------- |
| 1.  | 23. Februar 2020 | Koblenz              | Hartplatz (i) | Botic van de Zandschulp | 6:3, 4:6, 6:3 |
| 2.  | 7. März 2021     | Nur-Sultan           | Hartplatz (i) | Sebastian Ofner         | 4:6, 6:4, 6:4 |
| 3.  | 9. Januar 2022   | Traralgon            | Hartplatz     | Björn Fratangelo        | 7:62, 6:3     |
| 4.  | 21. August 2022  | Grodzisk Mazowiecki  | Hartplatz     | Zhang Zhizhen           | 1:6, 6:3, 6:2 |
| 5.  | 1. Oktober 2023  | Orléans              | Hartplatz (i) | Jack Draper             | 6:4, 4:6, 6:3 |
| 6.  | 8. Oktober 2023  | Mouilleron-le-Captif | Hartplatz (i) | Arthur Fery             | 6:3, 6:4      |

#### Finalteilnahmen
| Nr. | Datum        | Turnier | Belag | Finalgegner | Ergebnis |
| --- | ------------ | ------- | ----- | ----------- | -------- |
| 1.  | 25. Mai 2024 | Genf    | Sand  | Casper Ruud | 5:7, 3:6 |

### Doppel

#### Turniersiege

##### ATP Tour
| Nr. | Datum            | Turnier   | Belag         | Partner       | Finalgegner                            | Ergebnis |
| --- | ---------------- | --------- | ------------- | ------------- | -------------------------------------- | -------- |
| 1.  | 11. Februar 2024 | Marseille | Hartplatz (i) | Zhang Zhizhen | Patrik Niklas-Salminen Emil Ruusuvuori | 6:3, 6:4 |

### Mixed

#### Turniersiege
| Nr. | Datum          | Turnier | Belag | Partnerin          | Finalgegner              | Ergebnis         |
| --- | -------------- | ------- | ----- | ------------------ | ------------------------ | ---------------- |
| 1.  | 2. August 2024 | Paris   | Sand  | Kateřina Siniaková | Wang Xinyu Zhang Zhizhen | 6:2, 5:7, [10:8] |

## Abschneiden bei Grand-Slam-Turnieren

### Einzel
| Turnier         | 2020 | 2021 | 2022 | 2023 | 2024 | 2025 | Karriere |
| --------------- | ---- | ---- | ---- | ---- | ---- | ---- | -------- |
| Australian Open | —    | 2    | 2    | 1    | 3    | 3    | 3        |
| French Open     | 1    | Q1   | —    | Q1   | 3    | 1    | 3        |
| Wimbledon       |      | Q3   | —    | 1    | 2    | 2    | 2        |
| US Open         | —    | Q1   | 1    | Q3   | AF   |      | AF       |

Zeichenerklärung: S = Turniersieg; F, HF, VF, AF = Einzug ins Finale / Halbfinale / Viertelfinale / Achtelfinale; 1, 2, 3 = Ausscheiden in der 1. / 2. / 3. Hauptrunde; Q1, Q2, Q3 = Ausscheiden in der 1. / 2. / 3. Qualifikationsrunde; nicht ausgetragen